# 刁弘
刁弘（?—?），字叔仁，东晋渤海郡饶安县（今河北省沧州市盐山县西南）人，刁协之孙，刁彝的儿子，刁逵的弟弟。
晋安帝隆安年间，刁弘为冀州刺史。与兄刁逵、刁暢等不拘名节，霸占山泽土地，为百姓所痛恨，为京口之蠹。桓玄篡位，任命他为桓脩的抚军司马，刘裕讨桓玄，斩桓脩。刁弘与刁畅计划袭击刘裕。为刘毅击破，刁弘逃走，不知所终。